# Chapelle de Saint-Bonnet
La chapelle de Saint-Bonnet est une chapelle située sur le Col de Saint-Bonnet et sur le territoire de Montmelas-Saint-Sorlin, en France.

## Présentation
La chapelle qui date du XIIe siècle, a été remaniée au cours  du XVIIe siècle et du XVIIIe siècle.
L'édifice roman est classé au titre des monuments historiques depuis 1981.
Son clocher carré, massif, repose sur des portiques en plein cintre, intégrés dans la maçonnerie. Le portail latéral est orné par deux chapiteaux. L'abside comporte cinq pans. L'état du monument est assez dégradé. La chapelle est dédiée à saint Bonnet, évêque de Clermont au VIIIe siècle. C'était un lieu de pèlerinage pour guérir de la goutte et des maux de tête. 
Une association a été créée en 2019, Autour de la chapelle Saint-Bonnet, pour lever des fonds afin de restaurer le monument historique. 